# Fluorid thallitý
Fluorid thallitý je anorganická sloučenina s chemickým vzorcem TlF3.

## Příprava
Fluorid thallitý lze připravit reakcí oxidu thallitého s fluorem, fluoridem boritým, nebo fluoridem siřičitým:
2 Tl2O3 + 6 F2 → 4 TlF3 + 3 O2

## Vlastnosti
Fluorid thallitý je bílá pevná látka, která je velmi citlivá na vlhkost. S vodou okamžitě reaguje za vzniku černé pevné látky:
TlF3 + 3 H2O → Tl(OH)3 + 3 HF
Při zahřívání na vzduchu se fluorid thallitý rozkládá, ale v atmosféře fluoru se taví. Krystalizuje v ortorombické soustavě typu fluoridu ytterbitého s prostorovou grupou Pnma (Číslo 62) s parametry mřížky a = 5,81 Å, b = 6,97 Å, c = 4,84 Å.